# Вязовая (Удмуртия)
Вязовая — посёлок в Воткинском районе Удмуртской Республики России.

## География
Посёлок находится в восточной части республики, в подзоне южной тайги, к востоку от реки Вязовой, на расстоянии примерно 6 километров (по прямой) к западу от города Воткинска, административного центра района.

### Климат
Климат характеризуется как умеренно континентальный, с продолжительной холодной многоснежной зимой и коротким относительно жарким летом. Среднегодовая температура воздуха — 1,4 °С. Средняя температура воздуха самого тёплого месяца (июля) — 17,5 °C (абсолютный максимум — 34,3 °C); самого холодного (января) — −15 °C (абсолютный минимум — −43 °C). Вегетационный период длится 160 дней. Среднегодовое количество атмосферных осадков составляет 527 мм, из которых 376 мм выпадает в период с апреля по октябрь. Снежный покров держится в течение 172 дней.

### Часовой пояс
Посёлок Вязовая, как и вся Удмуртская Республика, находится в часовой зоне МСК+1. Смещение применяемого времени относительно UTC составляет +4:00.

## История
Входил в состав Верхнеталицкого сельского поселения, упразднённое Законом Удмуртской Республики от 10.06.2021 № 65-РЗ к 25 июня 2021 года, когда муниципальный район и входящие в его состав сельские поселения были преобразованы в муниципальный округ (слово район в официальном названии сохраняется).

## Население
| 2010 | 2012 |
| ---- | ---- |
| 4    | →4   |

### Национальный состав
Согласно результатам переписи 2002 года, в национальной структуре населения русские составляли 60 % из 5 чел., удмурты — 40 %.